# گل‌شکاف پهلوسفید
گل‌شکاف پهلوسفید (نام علمی: Diglossa albilatera) نام یک گونه از سرده گل‌شکاف است.
این پرنده در کلمبیا، اکوادور، پرو، و ونزوئلا یافت میشود. زیستگاه های طبیعی این پرنده جنگلهای مونتن است.